# Saki Takeda
Pour les articles homonymes, voir Takeda.
Saki Takeda (竹田 沙希, Takeda Saki) est une ancienne joueuse de volley-ball japonaise née le 19 août 1988 à Kure (Préfecture de Hiroshima). Elle mesure 1,72 m et jouait au poste de réceptionneuse-attaquante. Elle a mis un terme à sa carrière de volleyeuse professionnelle en mai 2018.

## Clubs
| Club              | De        | À         |
| ----------------- | --------- | --------- |
| Université Chukyo |           | 2010-2011 |
| TAB Queenseis     | 2011-2012 | 2017-2018 |

## Palmarès
- Tournoi de Kurowashiki
  - Vainqueur : 2014.
  - Finaliste : 2015.
- Coupe de l'impératrice
  - Vainqueur : 2017.